# Campeonato Sul-Americano de Atletismo Sub-23
O Campeonato Sul-Americano de Atletismo Sub-23 é uma competição realizada entre as associações membros da Confederação Sul-Americana de Atletismo (CONSUDATLE). Regras e regulamentos são exibidos na página da CONSUDATLE.  Em 2006 e 2010, os campeonatos foram realizados como parte dos Jogos Sul-americanos (ODESUR).  

## Edições
| Edição | Ano  | Cidade       | País      | Data                          | Local                                           | No. de Eventos | No. de Atletas              |
| ------ | ---- | ------------ | --------- | ----------------------------- | ----------------------------------------------- | -------------- | --------------------------- |
| 1ª     | 2004 | Barquisimeto | Venezuela | 26 - 27 Junho                 | Polideportivo Máximo Viloria                    | 44             | 310 + 23 atletas convidados |
| 2ª     | 2006 | Buenos Aires | Argentina | 10 - 12 Novembro              | Centro Nacional de Alto Rendimiento Deportivo   | 44             | 410                         |
| 3ª     | 2008 | Lima         | Peru      | 6 - 7 Setembro                | Estadio de la Villa Deportiva Nacional (VIDENA) | 44             | Em torno de 260             |
| 4ª     | 2010 | Medellín     | Colômbia  | 20 - 23 Março                 | Estádio Atanasio Girardot                       | 44             |                             |
| 5ª     | 2012 | São Paulo    | Brasil    | 22 - 23 Setembro              | Estádio Ícaro de Castro Melo                    | 44             | 240                         |
| 6ª     | 2014 | Montevidéu   | Uruguai   | 3 - 5 Outubro                 | Pista Darwin Piñeyrúa                           | 44             | 310                         |
| 7ª     | 2016 | Lima         | Peru      | 23 - 25 Setembro              | Estadio Atlético La Viedna                      | 44             | 237                         |
| 8ª     | 2018 | Cuenca       | Equador   | 29 - 30 Setembro              | Pista de Atletismo Jefferson Pérez              | 44             | 233                         |
| 9ª     | 2021 | Guayaquil    | Equador   | 16 - 17 Outubro               | Estádio Modelo Alberto Spencer                  | 45             | 272                         |
| 10ª    | 2022 | Cascavel     | Brasil    | 29 de Setembro - 2 de Outubro | Centro Nacional de Treinamento em Atletismo     | 45             | 259                         |
| 11ª    | 2024 | Bucaramanga  | Colômbia  | 27 - 29 Setembro              | Estádio de Atletismo La Flora                   | 45             | 252                         |

## Quadro de Medalhas (2004-2014)
| Ordem | País      | Medalha de ouro | Medalha de prata | Medalha de bronze | Total |
| ----- | --------- | --------------- | ---------------- | ----------------- | ----- |
| 1     | Brasil    | 107             | 99               | 73                | 279   |
| 2     | Colômbia  | 38              | 46               | 33                | 117   |
| 3     | Venezuela | 28              | 41               | 28                | 97    |
| 4     | Argentina | 24              | 14               | 32                | 70    |
| 5     | Chile     | 20              | 26               | 35                | 81    |
| 6     | Peru      | 16              | 16               | 18                | 50    |
| 7     | Equador   | 15              | 9                | 22                | 46    |
| 8     | Uruguai   | 9               | 5                | 6                 | 20    |
| 9     | Paraguai  | 3               | 4                | 6                 | 13    |
| 10    | Panamá    | 2               | 1                | 3                 | 6     |
| 11    | Bolívia   | 1               | 3                | 3                 | 7     |
| 12    | Guiana    | 1               | 1                | 1                 | 3     |
| Total | Total     | 264             | 264              | 261               | 789   |

## Competições
- Campeonato Sul-Americano de Atletismo
- Campeonato Sul-Americano de Atletismo em Pista Coberta
- Campeonato Sul-Americano de Atletismo Sub-20
- Campeonato Sul-Americano de Atletismo Sub-18
- Campeonato Sul-Americano de Corta-Mato
- Campeonato Sul-Americano de Marcha Atlética
- Campeonato Sul-Americano de Maratona
- Campeonato Sul-Americano de Meia Maratona
- Campeonato Sul-Americano de Milha de Rua
- Campeonato Sul-Americano de Corrida de Montanha